# Phylloscartes
Phylloscartes là một chi chim trong họ Tyrannidae.